# SBV Vitesse
Stichting Betaald Voetbal Vitesse – holenderski klub piłkarski z siedzibą w mieście Arnhem, założony 14 maja 1892, jako klub z przeważającą sekcją krykieta. W latach 80. klubowi groziło bankructwo, ponieważ kierował on zarówno sekcją zawodową, jak i amatorską. Reforma prezesa Karela Aalbersa z roku 1984 nie tylko ocaliła Vitesse, ale uczyniła klub czwartą siłą Eredivisie, regularnie grającą w Pucharze UEFA. Na początku XXI wieku Vitesse przeżywało problemy z powodu oskarżeń o defraudacje podatkowe prezesa Aalbersa. W sezonie 2012/2013 zajął 4. miejsce i zakwalifikował się do europejskich pucharów. W sezonie 2016/2017 drużyna zdobyła Puchar Holandii, pokonując w finale AZ Alkmaar 2:0, dzięki czemu bezpośrednio zakwalifikował się do Ligi Europy.
W sezonie 2023/2024 za naruszenie zasad licencji, klub został ukarany przez KNVB odjęciem osiemnastu punktów, przez co po 35 latach spadł do Eerste divisie.

## Europejskie puchary
Legenda do wszystkich tabel:
- Q – runda eliminacyjna, 1/16, 1/8, 1/4, 1/2 – odpowiednia faza rozgrywek, Grupa – runda grupowa, 1r gr – pierwsza runda grupowa, 2r gr – druga runda grupowa, F – finał, R – runda, PO – play-off
- k. – rzuty karne, los. – losowanie, Dogr. – dogrywka, w. – zasada bramek strzelonych na wyjeździe

| Sezon     | Rozgrywki               | Runda   | Przeciwnik         | Dom | Wyjazd | Ogólnie    |
| --------- | ----------------------- | ------- | ------------------ | --- | ------ | ---------- |
| 1990/91   | Puchar UEFA             | 1R      | Derry City         | 0–0 | 1–0    | 1–0        |
| 1990/91   | Puchar UEFA             | 2R      | Dundee United      | 1–0 | 4–0    | 5–0        |
| 1990/91   | Puchar UEFA             | 1/8     | Sporting CP        | 0–2 | 1–2    | 1–4        |
| 1992/93   | Puchar UEFA             | 1R      | Derry City         | 3–0 | 2–1    | 5–1        |
| 1992/93   | Puchar UEFA             | 2R      | KV Mechelen        | 1–0 | 1–0    | 2–0        |
| 1992/93   | Puchar UEFA             | 1/8     | Real Madryt        | 0–1 | 0–1    | 0–2        |
| 1993/94   | Puchar UEFA             | 1R      | Norwich City       | 0–0 | 0–3    | 0–3        |
| 1994/95   | Puchar UEFA             | 1R      | Parma              | 1–0 | 0–2    | 1–2        |
| 1997/98   | Puchar UEFA             | 1R      | SC Braga           | 2–1 | 0–2    | 2–3        |
| 1998/99   | Puchar UEFA             | 1R      | AEK Ateny          | 3–0 | 3–3    | 6–3        |
| 1998/99   | Puchar UEFA             | 2R      | Girondins Bordeaux | 0–1 | 1–2    | 1–3        |
| 1999/2000 | Puchar UEFA             | 1R      | SC Beira-Mar       | 0–0 | 2–1    | 2–1        |
| 1999/2000 | Puchar UEFA             | 2R      | RC Lens            | 1–1 | 1–4    | 2–5        |
| 2000/01   | Puchar UEFA             | 1R      | Maccabi Hajfa      | 3–0 | 1–2    | 4–2        |
| 2000/01   | Puchar UEFA             | 2R      | Inter Mediolan     | 1–1 | 0–0    | 1–1, w.    |
| 2002/03   | Puchar UEFA             | 1R      | Rapid Bukareszt    | 1–1 | 1–0    | 2–1        |
| 2002/03   | Puchar UEFA             | 2R      | Werder Brema       | 2–1 | 3–3    | 5–4        |
| 2002/03   | Puchar UEFA             | 3R      | Liverpool          | 0–1 | 0–1    | 0–2        |
| 2012/13   | Liga Europy             | 2Q      | Łokomotiw Płowdiw  | 3–1 | 4–4    | 7–5        |
| 2012/13   | Liga Europy             | 3Q      | Anży Machaczkała   | 0–2 | 0–2    | 0–4        |
| 2013/14   | Liga Europy             | 3Q      | Petrolul Ploeszti  | 1–2 | 1–1    | 2–3        |
| 2015/16   | Liga Europy             | 3Q      | Southampton        | 0–2 | 0–3    | 0–5        |
| 2017/18   | Liga Europy             | Grupa K | S.S. Lazio         | 2–3 | 1–1    | 4. miejsce |
| 2017/18   | Liga Europy             | Grupa K | OGC Nice           | 1–0 | 0–3    | 4. miejsce |
| 2017/18   | Liga Europy             | Grupa K | Zulte Waregem      | 0–2 | 1–1    | 4. miejsce |
| 2018/19   | Liga Europy             | 2Q      | Viitorul Konstanca | 3–1 | 2–2    | 5–3        |
| 2018/19   | Liga Europy             | 3Q      | FC Basel           | 0–1 | 0–1    | 0–2        |
| 2021/22   | Liga Konferencji Europy | 3Q      | Dundalk            | 2–2 | 2–1    | 4–3        |
| 2021/22   | Liga Konferencji Europy | PO      | Anderlecht         | 2–1 | 3–3    | 5–4        |
| 2021/22   | Liga Konferencji Europy | Grupa G | NŠ Mura            | 3–1 | 2–0    | 2. miejsce |
| 2021/22   | Liga Konferencji Europy | Grupa G | Stade Rennais      | 1–2 | 3–3    | 2. miejsce |
| 2021/22   | Liga Konferencji Europy | Grupa G | Tottenham Hotspur  | 1–0 | 2–3    | 2. miejsce |
| 2021/22   | Liga Konferencji Europy | 1/16    | Rapid Wiedeń       | 2–0 | 1–2    | 3–2        |
| 2021/22   | Liga Konferencji Europy | 1/8     | AS Roma            | 0–1 | 1–1    | 1–2        |

## Skład 2017/2018
| Nr | Poz. | Piłkarz                                    |
| -- | ---- | ------------------------------------------ |
| 2  | OB   | Fankaty Dabo (wypożyczony z Chelsea)       |
| 3  | OB   | Maikel van der Werff                       |
| 5  | OB   | Matt Miazga (wypożyczony z Chelsea)        |
| 6  | OB   | Arnold Kruiswijk (vicekapitan)             |
| 7  | PO   | Milot Rashica                              |
| 8  | PO   | Charlie Colkett (wypożyczony z Chelsea)    |
| 9  | NA   | Tim Matavž                                 |
| 10 | PO   | Thomas Bruns                               |
| 11 | PO   | Bryan Linssen                              |
| 14 | NA   | Luc Castaignos (wypożyczony z Sporting CP) |
| 16 | PO   | Mitchell van Bergen                        |
| 17 | PO   | Thulani Serero                             |

| Nr | Poz. | Piłkarz                             |
| -- | ---- | ----------------------------------- |
| 19 | PO   | Mason Mount (wypożyczony z Chelsea) |
| 21 | BR   | Michael Tørnes                      |
| 22 | BR   | Remko Pasveer                       |
| 23 | PO   | Mukhtar Ali                         |
| 24 | BR   | Jeroen Houwen                       |
| 25 | PO   | Navarone Foor                       |
| 28 | OB   | Alexander Büttner                   |
| 29 | OB   | Julian Lelieveld                    |
| 37 | OB   | Guram Kashia (kapitan)              |
| 41 | PO   | Julian Calor                        |
| 43 | OB   | Lassana Faye                        |
| 47 | PO   | Lars ten Teije                      |